# 8-Гідроксихінолін
8-Гідроксихінолін (також відомий як оксин) — це хелатуючий агент, який використовується для кількісного визначення іонів металів.
У водному розчині 8-гідроксихінолін має pKa значення 9.9. Він реагує з іонами металів, втрачаючи при цьому протон і утворюючи 8-гідроксихінолінатні-хелатні комплекси. Добре дослідженим є комлекс з алюмінієм — тріс(8-гідроксихінолінат)алюмінію відомий також як Alq3.
Alq3 є поширеним компонентом органічних світлодіодів (OLED). Заміна замісників на хінолінових кільцях ліганду впливає на його люмінесцентні властивості.
У фотохімічно-індукованому збудженому стані утворє цвіттеріонні ізомери, в яких атом водню переміщується з атому оксигену на нітроген.
Комплекси 8-гідроксихіноліну, як власне і сама сполука, проявляють антисептичні, дезінфікуючі та пестицидні властивості. Його розчин у спирті використовують у «рідких пов'язках». 8-гідроксихінолін та його похідні представляють інтерес як протиракові препарат.
Відомий тіоловий аналог 8-гідроксихіноліну, 8-меркаптохінолін.
Коріння інвазивної рослини Centaurea diffusa виділяє 8-гідроксихінолін, що негативно впливає на місцеві рослини, що не є пристосованими до цього так як вони не мали спільного еволюційного минулого.

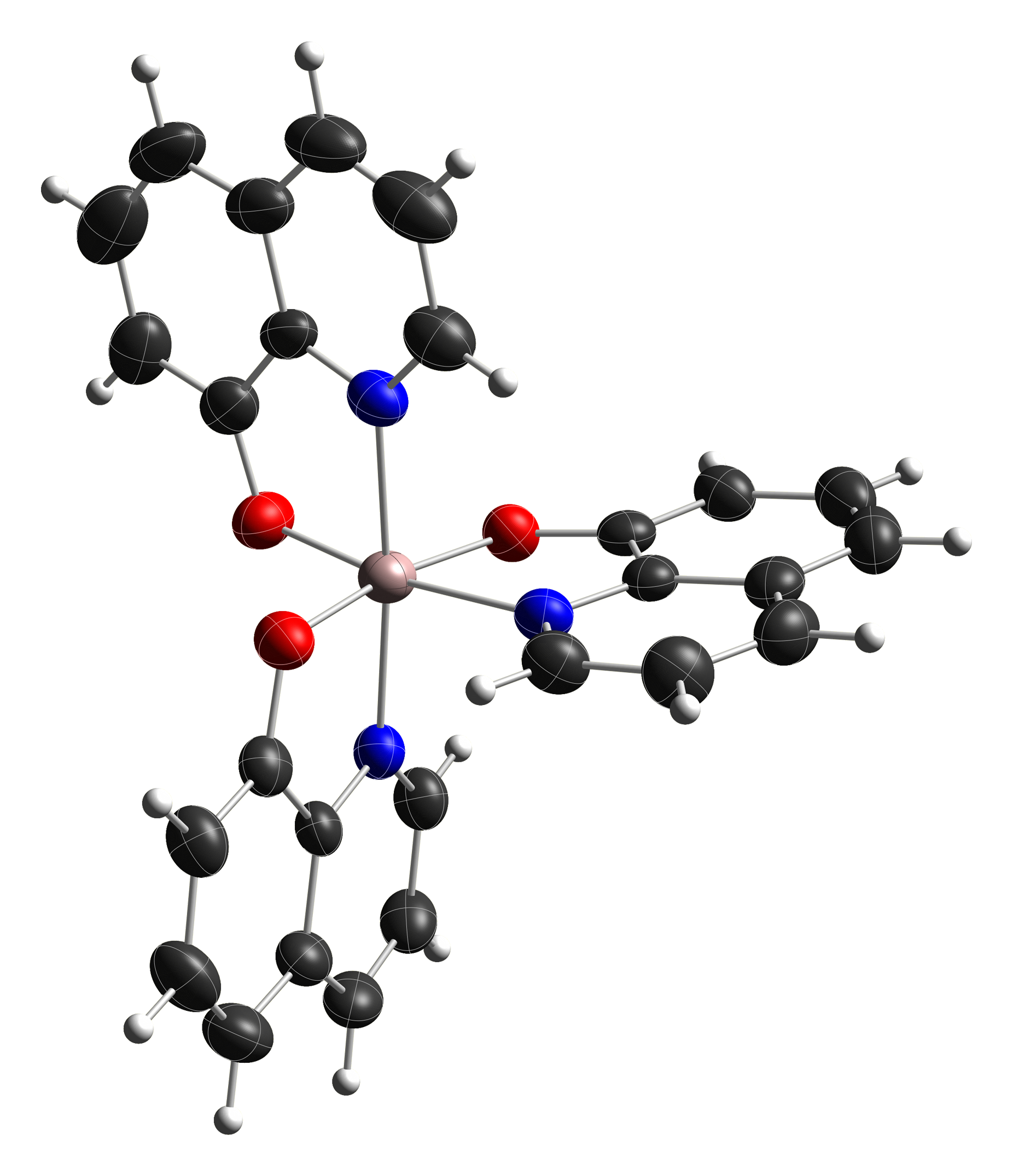
Тріс(8-гідроксихінолінат) алюміній